# Roi de la nuit
Le Roi de la nuit est un personnage fictif de la série télévisée Game of Thrones produite par HBO. Il est interprété par l'acteur gallois Richard Brake pendant les quatrième et cinquième saisons, puis par le cascadeur slovaque Vladimir Furdik de la sixième à la huitième saison. Il apparaît pour la première fois lors de l'épisode Le Lion et la Rose et pour la dernière fois lors de l'épisode La Longue Nuit.
Le Roi de la nuit est le premier Marcheur blanc créé par les Enfants de la forêt entre −12 000 et −10 000. Il se détourne de ces derniers avec l'appui de ses frères. Il entreprend d'anéantir toutes formes de vie grâce à l'Armée des morts qu'il dirige. Pour cela, il entame une marche depuis les Contrées de l'éternel hiver vers le sud de Westeros. Alors qu'il est sur le point de conquérir Winterfell, il est tué par Arya Stark, qui lui plante une dague en acier valyrien dans la poitrine.
Le personnage est une création originale de la série télévisée. Il existe une entité au nom similaire dans les ouvrages littéraires mais il s'agit d'un autre personnage bien distinct. Ce personnage fait partie des antagonistes de la série qui fascinent le plus le public, engendrant de nombreuses théories de fans.

## Univers
L'univers de Game of Thrones se déroule dans un monde en guerre pour la conquête du Trône de fer, siège du Royaume des Sept Couronnes qui s'étend sur pratiquement tout le continent de Westeros, de l'extrémité sud jusqu'au Mur au nord. Ce monde est habité par des Hommes ainsi que par des dragons et des morts-vivants.
En 298, la mort du roi Robert Baratheon provoque la guerre des cinq rois : Joffrey Baratheon, roi des Sept Couronnes, Robb Stark, roi du Nord, Balon Greyjoy, roi des Îles de Fer, Renly Baratheon et Stannis Baratheon, seigneurs de l'Orage et prétendants à la couronne. Au-delà du Mur se trouve le Roi de la nuit, un Marcheur blanc à la tête de l'Armée des morts dont l'unique objectif est d'anéantir toute forme de vie à Westeros.

## Histoire

### AvantGame of Thrones

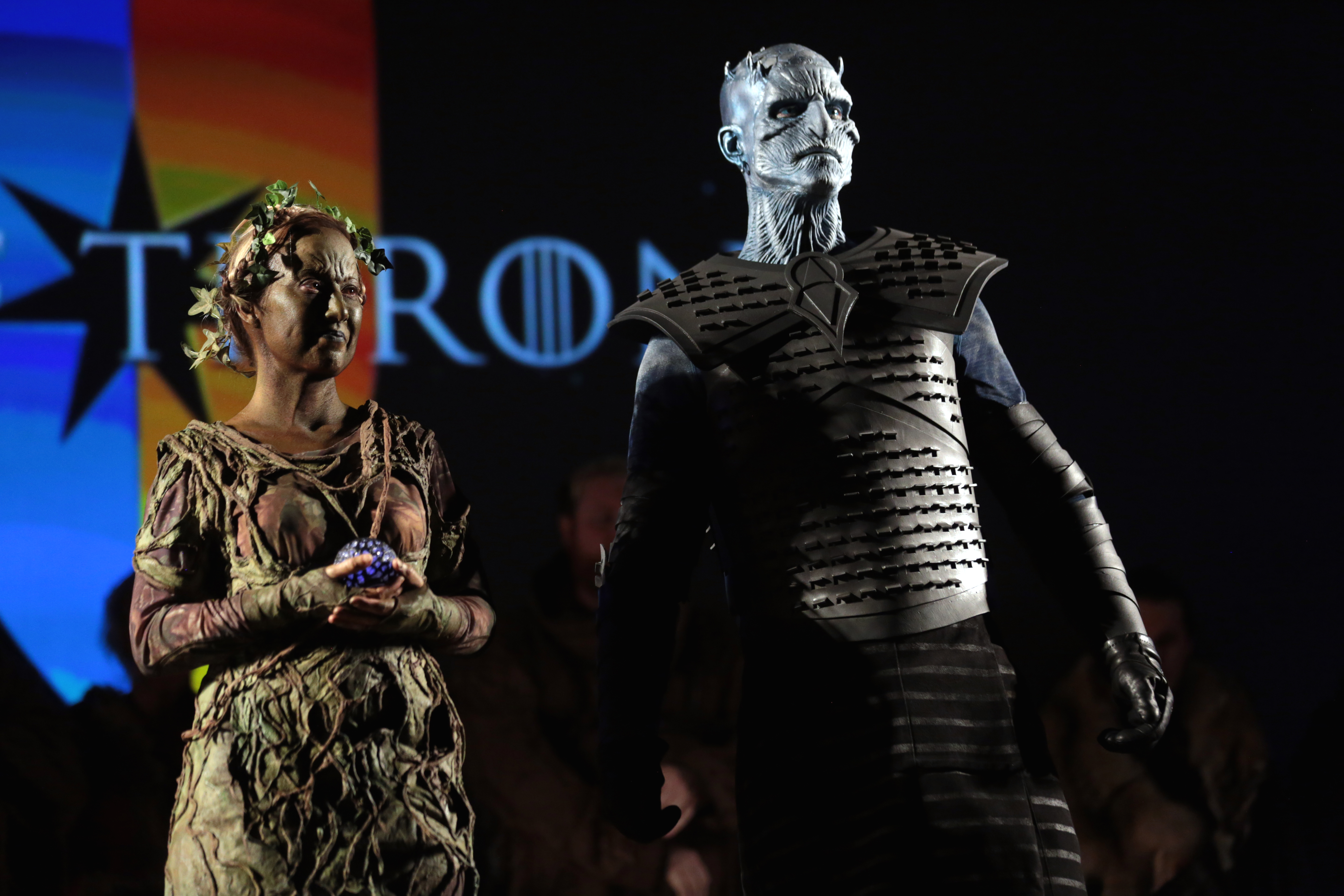
Cosplay d'un Enfant de la forêt et du Roi de la nuit.

Une dizaine de milliers d'années avant les événements de la série, les Enfants de la forêt sont en guerre contre les Premiers hommes, les descendants d'un groupe de colons originaire d'Essos qui s'est installé à Westeros,,. Perdant la guerre, les Enfants de la forêt capturent l'un de leurs ennemis et lui plantent un pic en verredragon dans la poitrine,. Grâce à leur magie, il est transformé en Marcheur blanc, le premier du genre, plus tard connu sous le nom du Roi de la nuit,.
Au début le Roi de la nuit et ses semblables exécutent leur mission : protéger les Enfants de la forêt,. Mais ils finissent par se retourner contre leurs créateurs, contraignant ceux-ci à s'allier avec leurs anciens ennemis : les Premiers hommes,. Ainsi commence la Longue Nuit environ 8 000 ans avant les événements de la série,. Le Roi de la nuit et son armée sont finalement vaincus et contraints de fuir loin au Nord vers les Contrées de l'éternel hiver.

### Saison 4
Sa première apparition dans la série a lieu à travers une vision de Brandon Stark. Il ramasse le dernier garçon de Craster sur un autel de glace dans les Contrées de l'éternel hiver.
Plus tard, un membre de la Garde de nuit du nom de Rast abandonne le dernier garçon de Craster dans la forêt hantée, un Marcheur blanc le récupère et l'emmène loin au nord. Le Roi de la nuit s'approche de l'enfant et pose ses doigts sur lui, ce qui le transforme en un être de la même espèce que lui,.

### Saison 5
Avec son armée, il attaque par surprise Jon Snow et d'autres hommes de la Garde de nuit dans le village de Durlieu,. Grâce à leur supériorité numérique, les morts l'emportent assez facilement et laissent s'échapper Jon Snow et quelques-uns de ses amis,. Ils perdent cependant un Marcheur blanc, tué par l'épée en acier valyrien de Jon,.

### Saison 6
Brandon Stark est avec la Corneille à Trois Yeux de l'autre côté du Mur et s'exerce à voir le passé, le présent et l'avenir,. Lors d'une vision de l'Armée des morts, il se rend compte que leur chef peut le voir et le toucher,. Celui-ci lui attrape le bras, laissant une marque lui permettant de savoir à tout moment où il se trouve,. Il envoie son armée attaquer par surprise la grotte où sont Bran et ses amis, les obligeant à fuir vers le sud,. Durant les combats, la Corneille à Trois Yeux et Hodor sont tués,.
Plus tard, il réapparaît dans plusieurs visions de Bran durant lesquelles il transforme un garçon de Craster en Marcheur blanc et réveille les morts de Durlieu.

### Saison 7
L'Armée des morts entame sa marche vers le sud en direction du Mur,. Elle est surveillée par des corbeaux contrôlés par Bran, qui sont rapidement dispersés une fois repérés par son chef,.
Jon Snow, accompagné d'un groupe d'une dizaine de personnes, mène une expédition de l'autre côté du Mur afin de capturer un mort et de le ramener dans le sud,. Ils se retrouvent sur une île au milieu d'un lac gelé, encerclés par les morts sur la berge,. Daenerys Targaryen vient à leur secours avec ses trois dragons : Drogon, Rhaegal et Viserion,. Le Roi de la nuit, armé d'un pic en glace parvient à atteindre Viserion et à le tuer,. Celui-ci s'écrase et son corps coule dans le lac,. L'expédition parvient à fuir en emportant un membre de l'Armée des morts avec elle, ne laissant sur place que le corps du dragon tué,. Celui-ci est finalement réveillé grâce aux pouvoirs du Roi de la nuit,.
L'Armée des morts atteint l'extrémité est du Mur, au niveau de Fort-Levant,. Son chef apparaît sur le dragon mort-vivant et réduit en poussière cette partie du Mur, permettant à son armée de le franchir,.

### Saison 8
Après avoir passé le Mur, les morts atteignent Winterfell et s'apprêtent à l'attaquer. Leur chef a une cible qu'il veut à tout prix éliminer : Brandon Stark.
L'Armée des morts, largement supérieure en nombre aux troupes qui défendent le château, parvient rapidement à franchir les premières défenses et à atteindre les remparts,. Le Roi de la nuit, montant Viserion, attire l'attention sur lui pour que Daenerys Targaryen et Jon Snow le suivent au lieu d'attaquer ses troupes,. Ces dernières parviennent à forcer la porte et à entrer dans l'enceinte du château,. Dans la crypte où sont réfugiés tous les enfants et les adultes qui ne combattent pas, les morts commencent à se réveiller et à s'en prendre à eux,. Daenerys tente de tuer le Roi de la nuit avec les flammes de Drogon mais cela est sans effet sur lui,. Rejoint par ses lieutenants, il entre dans Winterfell et se dirige vers le jardin où se trouve Bran,. Theon Greyjoy le charge pour essayer de l'arrêter mais se fait tuer,. Il reprend sa marche et ne s'arrête qu'une fois arrivé devant sa cible,. Arya Stark parvient à sauter sur lui et à le tuer grâce à sa dague en acier valyrien,. Celui-ci se désagrège tout comme ses lieutenants après lui et son armée s'effondre, les morts se retrouvant à nouveau inanimés,.

## Dans les romans
Le Roi de la nuit visible dans la série télévisée n'apparaît pas dans les romans Le Trône de fer. Dans les livres, « Roi de la nuit » est le titre porté par le légendaire 13e lord-commandant de la Garde de nuit qui aurait épousé une femme Marcheuse blanche et aurait poussé la Garde de nuit à commettre des atrocités. Quant à savoir si le personnage de la série télévisée est le même que celui dans les romans, George R. R. Martin a déclaré : « Concernant le Roi de la nuit, dans les livres il est une figure légendaire, tout comme Lann le Futé et Brandon le Bâtisseur, il n'est pas plus susceptible d'avoir survécu qu'eux. »,.

## Caractéristiques
Physiquement, le Roi de la nuit se distingue des autres Marcheurs blancs par les petites cornes formant une couronne sur sa tête. Il dispose également de plusieurs pouvoirs : il peut réveiller les morts et les contrôler simplement par la pensée, tout comme Brandon Stark il peut voir le passé, le présent et l'avenir, il a également la possibilité d'établir un contact physique avec une personne éloignée, et enfin, il est capable de résister au feu et de monter un dragon,. Tout comme les autres membres de son espèce, il ne peut pas être tué par une lame normale ou par un dragon, pour être vaincu il doit être transpercé par une lame en acier valyrien ou en verredragon.
Le Roi de la nuit étant une création des Enfants de la forêt, il utilise les mêmes symboles qu'eux. Ainsi, contrairement à ce qu'affirment certaines théories, la spirale souvent dessinée par les Marcheurs blancs n'est pas liée aux Targaryen mais aux Enfants de la forêt,,. Un autre symbole également visible dans la série est un rond barré d'une ligne, il pourrait en fait s'agir d'une représentation de l'Œildieu un lac de Westeros rempli de Barrals, l'arbre utilisé par les Enfants de la forêt et les Nordiens pour prier.

## Concept et création

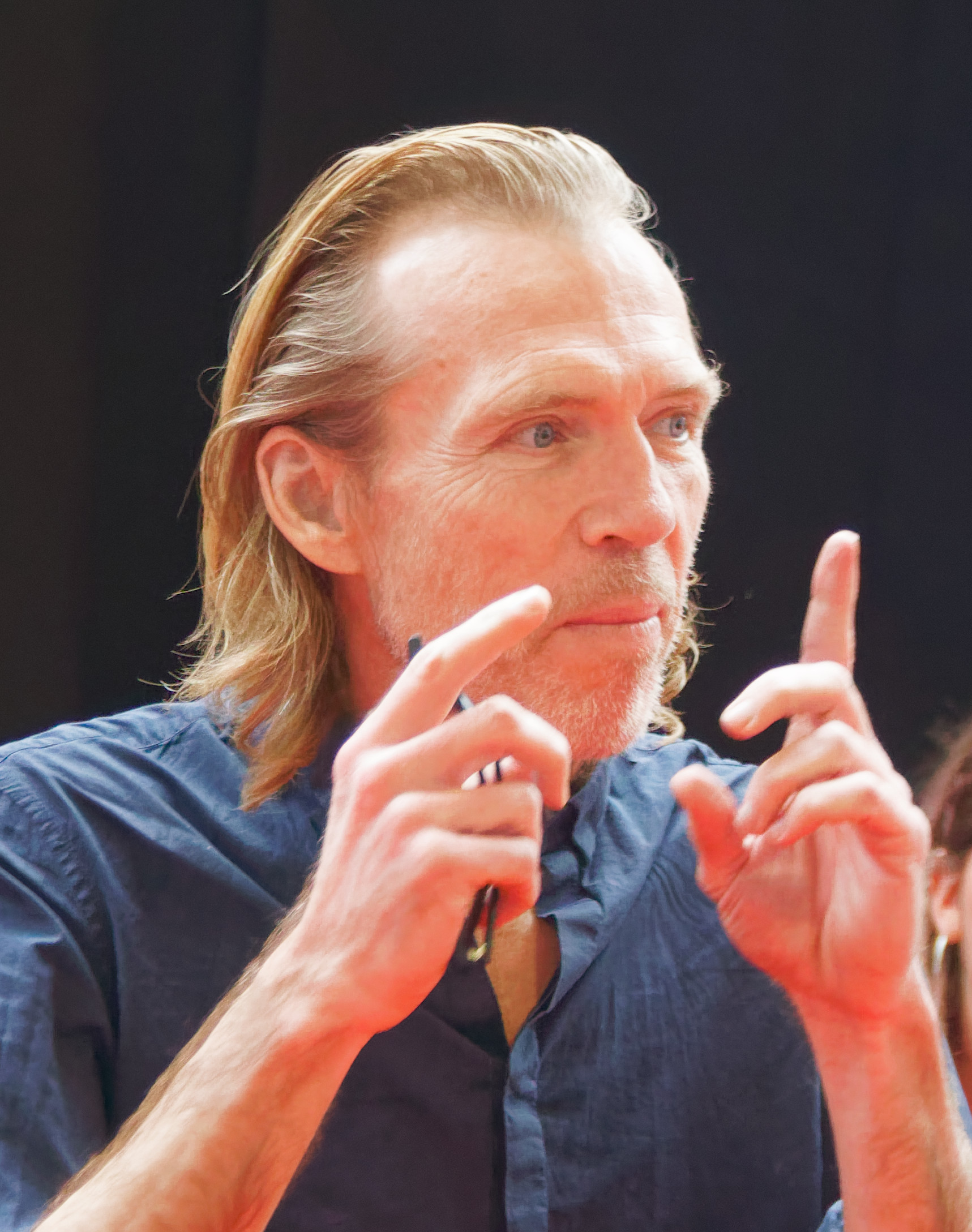
Richard Brake est le premier interprète du Roi de la nuit.

Le Roi de la nuit est créé notamment afin d'expliquer comment sont nés les Marcheurs blancs. Les scènes de flash-back durant lesquelles est visible sa naissance permettent d'expliquer les motivations qui ont poussé les Enfants de la forêt à le créer, tout en étendant une partie de la préhistoire de l'univers de la série. Pour David Benioff, co-créateur de la série, il ne s'agit pas d'une représentation du mal mais plus d'une allégorie de la Mort, il explique : « c’est ce qu’il veut, pour nous tous. C’est la raison pour laquelle il a été créé et c’est l'objectif qu'il cherche à atteindre. »,. Concernant le fait que le personnage n'ait pas une seule réplique, le producteur explique : « Peu importe ce que le Roi de la nuit pourrait dire, cela le diminuerait. »,.
Durant le tournage, l'acteur porte seulement une prothèse, des effets visuels sont ensuite ajoutés en postproduction afin de donner au personnage une allure plus glaciale et de rendre les yeux bleus. Lors des quatrième et cinquième saisons il est interprété par l'acteur gallois Richard Brake, à partir de la sixième saison il est remplacé par le cascadeur slovaque Vladimir Furdik.

## Produits dérivés
En 2016, Dark Horse commercialise un buste du Roi de la nuit ainsi qu'une figurine d'environ 20 cm de haut,. À partir de 2016, Funko sort également différentes figurines Pop à son effigie. La première est déclinée en trois versions : une simple, une chromée et une qui brille dans le noir,,. Une figurine le représentant assis sur le Trône de fer et une autre où il monte Viserion, sont ensuite commercialisées,. En 2019, McFarlane Toys commercialise une figurine articulée d'environ 20 cm de haut.

## Promotion et accueil
À partir de la septième saison, le Roi de la nuit devient un antagoniste important, il apparaît donc sur les affiches faisant la promotion de la série. En 2017, il est le seul personnage à apparaître sur une affiche où la moitié de son visage est visible de face sur fond noir. La même année, il est visible dans l'œil des affiches faisant la promotion des principaux personnages de la septième saison. En 2018 et en 2019, il réapparaît sur les affiches et dans les bandes annonces faisant la promotion de la dernière saison,.
Selon le cascadeur Vladimir Furdik qui l'interprète à partir de la sixième saison, son personnage n'a qu'une seule motivation : la vengeance. Pour lui, le Roi de la nuit est quelqu'un qui n'a jamais demandé à être ce qu'il est, ni à vivre dans les régions froides au-delà du Mur et c'est pour cela qu'il voudrait tuer tout le monde.
Le Roi de la nuit est un personnage relativement apprécié du public notamment grâce à son aspect très mystérieux. Le site internet The Ringer le classe neuvième dans son classement des meilleurs antagonistes de la série, quand le site Den of Geek ne lui attribue pas de classement car il ne s'agit pas d'un personnage humain mais plus d'une force de la nature,. Il n'est cependant pas apprécié de tout le monde, le magazine GQ le trouve trop prévisible, et Vice le juge « ennuyeux »,. Le public est malgré tout fasciné par ce personnage au point d'engendrer de nombreuses théories,,.